# Kutlug jabgu kagan
Kutlug jabgu kagan (kitajsko 骨咄葉護, pinjin Gǔduō Yèhù) je bil eden od zadnjih jabgujev (vladarjev) Drugega turškega kaganata, *ni znano, † 742. 

## Ozadje
Kutlug ni bil eden od potomcev prejšnjega kagana. Bil je jabgu (visok častnik, dve stopnji pod kaganom) kaganata. Ko je bil ubit Tengri kagan, je bil eden od njegovih šadov (guvernerjev). Pan Kul Tigin, kandidat za Tengrijevega naslednika, je zbolel in umrl.  

## Vladanje in padec
V medvladju po Pan Kul Tiginovi smrti je Kutlug jabgu za novega kagana ustoličil Bilge kaganovega sina, vendar je kmalu zamenjal stran in se leta 741 razglasil za kagana.
Leta 742 je cesar Tanga Šuandzong organiziral tajno zavezništvo znotraj Turškega kaganata. Basmili, Ujguri in Karluki, tri turška plemena, so napadla prestolnico. Kutlug jabgu je bil ubit. Nekaj turških plemičev je za njegovega naslednika izbralo Ozmiš kagana, medtem pa se je za kagana razglasil tudi vodja Basmilov Ašina Ši.